# Albillos
Albillos ist eine Gemeinde (municipio) mit 214 Einwohnern (Stand: 2024) in der Provinz Burgos in der nordspanischen Autonomen Region Kastilien-León.

## Lage und Klima
Der Ort Albillos liegt am Río Ausin in der kastilischen Hochebene (meseta) in einer Höhe von etwa 835 m und ist etwa 14 km (Fahrtstrecke) in südwestlicher Richtung von der Stadt Burgos entfernt. Die Nachbarorte Arcos de la Llana und Villariezo liegen nur etwa 5 bzw. 7 km südöstlich. Das Klima ist gemäßigt bis warm; Regen (ca. 550 mm/Jahr) fällt übers Jahr verteilt.

## Bevölkerungsentwicklung
| Jahr      | 1857 | 1900 | 1950 | 2000 | 2017 |
| Einwohner | 213  | 195  | 291  | 158  | 215  |

Die Mechanisierung der Landwirtschaft und die Aufgabe bäuerlicher Kleinbetriebe haben in der zweiten Hälfte des 20. Jahrhunderts zu einer Abwanderung eines Teils der Bevölkerung in die Städte geführt (Landflucht). Bedingt durch die Nähe zur Stadt Burgos und wegen den vergleichsweise niedrigen Grundstückspreisen hat die Einwohnerzahl seit der Jahrtausendwende leicht zugenommen.

## Wirtschaft
Die Region ist seit Jahrhunderten wesentlich von der Landwirtschaft geprägt. Der Tourismus (Vermietung von Ferienwohnungen) spielt nur eine untergeordnete Rolle.

## Geschichte
In einer Urkunde aus dem Jahr 994 wird erstmals der Ort Albiellos erwähnt. In der Nähe muss ein kleines Kloster existiert haben, denn im Zusammenhang mit den dort verehrten Reliquien erfolgte eine zweite Erwähnung im Jahre 1045 unter dem Namen Aluiellos. Im Jahr 1222 gehörte der Ort zur Grundherrschaft (señorio) des Hospital del Rey in Burgos. Wenige Jahrzehnte später gelangte der Ort unter die Herrschaft des Erzbistums Burgos, wo er bis zur Auflösung des Kirchenbesitzes (desamortisación) in den 1830er Jahren verblieb.

## Sehenswürdigkeiten

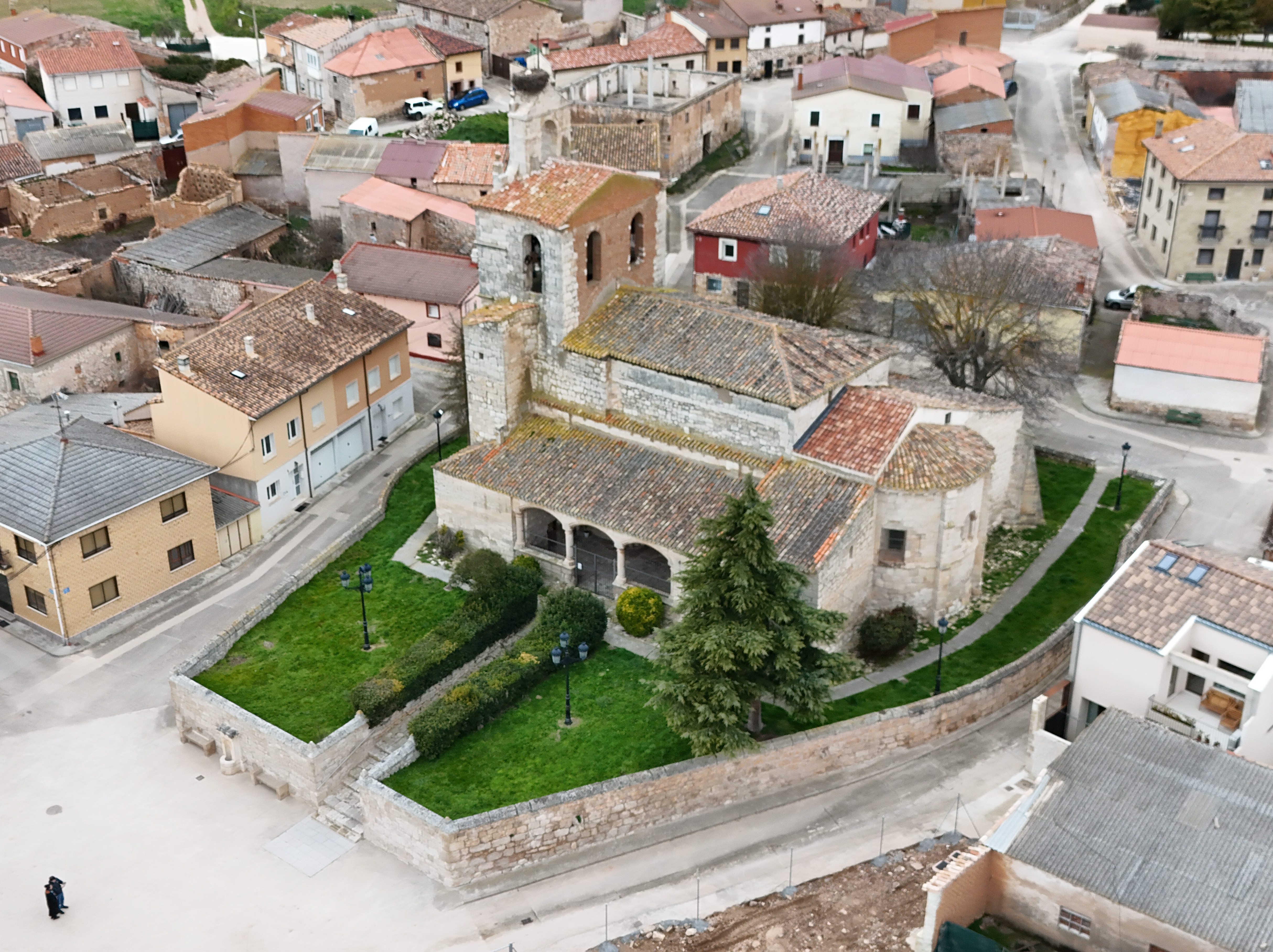
Kirche Santa María la Mayor, im Zentrum des Ortes

- Die kleine Pfarrkirche Santa María la Mayor war ursprünglich ein einschiffiger romanischer Bau mit einer Südvorhalle (portico), in welcher sich ein spätromanisches bzw. frühgotisches Portal verbirgt. Im 15. Jahrhundert erhielt sie ein vierjochiges Seitenschiff auf der Nordseite. Der Glockenturm ist ein seltsames Zwischending zwischen einem Glockengiebel (espadaña) und einem Westturm.
- Der mächtige auf quadratischem Grundriss erbaute Torre de Albillos stammt aus dem 15. Jahrhundert und wurde in den 1970er Jahren an seinem ursprünglichen, etwa 1 km entfernten Standort Stein für Stein demontiert und an neuer Stelle wiederaufgebaut; dabei wurden einige zusätzliche Fenster eingefügt. Der Turm ist heute ein markanter und repräsentativer Bestandteil eines Hotels bzw. Restaurants.
- Drei kleine Steinbrücken und zwei ehemalige Wassermühlen stehen auf dem Gebiet der Gemeinde.